# Circuito Norte de Cuba

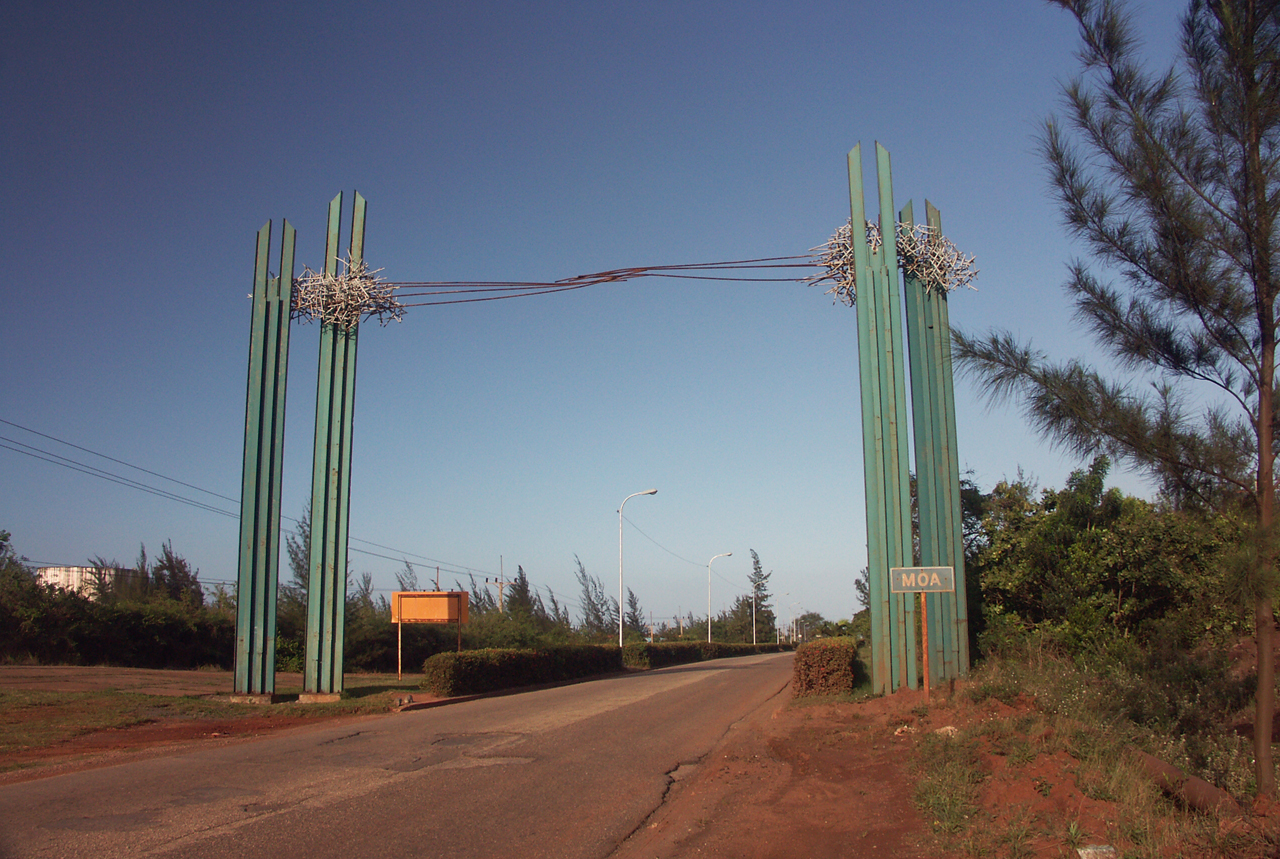
El Circuito Norte a la entrada de Moa

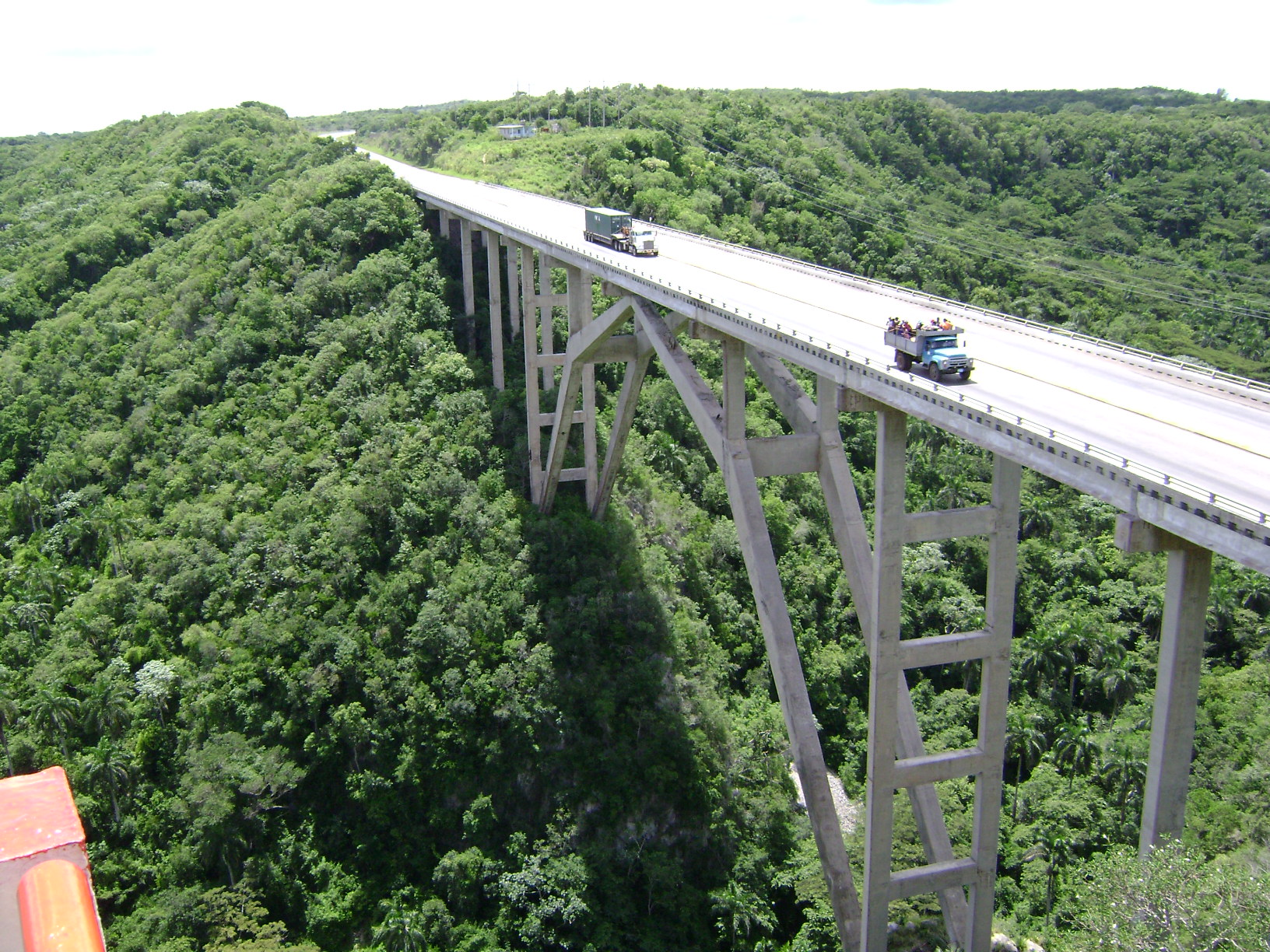
El Puente Bacunayagua, una de las siete maravillas de la ingeniería civil de Cuba

El Circuito Norte (CN), es una carretera de oeste a este que se extiende a lo largo de la isla de Cuba, a través del océano Atlántico. Con un largo de 1.222 km, es la segunda carretera cubana más larga, después de la Carretera Central, con 1139 km. Dos tramos de este circuito: la Vía Blanca y la carretera Panamericana, son vías expresas.

## Ruta

### Descripción
El circuito parte de Mantua, al oeste de la provincia de Pinar del Río y, por el lado norte de la isla, atraviesa las provincias de Artemisa, La Habana, Mayabeque, Matanzas, Villa Clara, Sancti Spíritus, Ciego de Ávila, Camagüey, Las Tunas y Holguín ; hasta acabar en Baracoa, provincia de Guantánamo, en la que comparte el extremo oriental de la Carretera Central, junto con el Viaducto La Farola. Los tramos de autopista unen el Mariel con el oeste de La Habana (la Carretera Panamericana ), y el este de La Habana con Cárdenas ( la Vía Blanca ).

### Tabla
Esta tabla indica la ruta del Circuito Norte. Nota: las provincias están en negrita, los nombres encerrados en paréntesis en la sección de municipios indican las zonas municipales; el símbolo  indica la sección de autopista.
| Settlement                                                            | Municipality | Province        |
| --------------------------------------------------------------------- | --- | --------------- |
| Mantua                                                                | (Mantua) | Pinar del Río   |
| Vista Hermosa                                                         | Mantua | Pinar del Río   |
| Dimas (intercambio)                                                   | Mantua | Pinar del Río   |
| Baja                                                                  | Minas de Matahambre | Pinar del Río   |
| Río del Medio (intercambio)                                           | Minas de Matahambre | Pinar del Río   |
| Santa Lucía                                                           | Minas de Matahambre | Pinar del Río   |
| La Sabana                                                             | Minas de Matahambre | Pinar del Río   |
| Sitio Morales                                                         | Minas de Matahambre | Pinar del Río   |
| San Cayetano (hacia Puerto Esperanza)                                 | Viñales | Pinar del Río   |
| Entronque La Palma (hacia Viñales)                                    | Viñales | Pinar del Río   |
| Mina La Constancia                                                    | Viñales | Pinar del Río   |
| La Jagua                                                              | La Palma | Pinar del Río   |
| Bella María                                                           | La Palma | Pinar del Río   |
| La Palma                                                              | (La Palma) | Pinar del Río   |
| La Ceya                                                               | La Palma | Pinar del Río   |
| Manuel Sanguily                                                       | La Palma | Pinar del Río   |
| Las Cadenas                                                           | La Palma | Pinar del Río   |
| La Mulata                                                             | La Palma | Pinar del Río   |
| Las Pozas                                                             | Bahía Honda | Artemisa        |
| Tres Palmas                                                           | Bahía Honda | Artemisa        |
| El Volador                                                            | Bahía Honda | Artemisa        |
| Harlem (intercambio)                                                  | Bahía Honda | Artemisa        |
| Bahía Honda                                                           | (Bahía Honda) | Artemisa        |
| San Diego de Nuñez (intercambio)                                      | Bahía Honda | Artemisa        |
| San Juan de Dios                                                      | Bahía Honda | Artemisa        |
| Orozco                                                                | Bahía Honda | Artemisa        |
| Silvio Caro                                                           | Bahía Honda | Artemisa        |
| Cabañas                                                               | Mariel | Artemisa        |
| Sandino                                                               | Mariel | Artemisa        |
| Dominica-Santa Isabel                                                 | Mariel | Artemisa        |
| Josefina                                                              | Mariel | Artemisa        |
| San Jacinto-Las Mangas                                                | Mariel | Artemisa        |
| Quiebrahacha                                                          | Mariel | Artemisa        |
| Río Bongo                                                             | Mariel | Artemisa        |
| Nodarse                                                               | Mariel | Artemisa        |
| Mariel                                                                | (Mariel) | Artemisa        |
| La Boca                                                               | Mariel | Artemisa        |
| Mujica                                                                | Mariel | Artemisa        |
| Santa Barbara                                                         | Mariel | Artemisa        |
| Nuevo Mariel                                                          | Mariel | Artemisa        |
| Boca Guajaibón                                                        | Mariel | Artemisa        |
| Menelao Mora                                                          | Caimito | Artemisa        |
| El Salado                                                             | Caimito | Artemisa        |
| Playa Baracoa                                                         | Bauta | Artemisa        |
| La Habana (Secciones de autopista limitadas hacia el este y el oeste) | El circuto crusa los municipios de Playa, Plaza de la Revolución, Cerro, Habana Vieja, Diez de Octubre, Regla, San Miguel del Padrón, Guanabacoa, Habana del Este | La Habana       |
| Playa del Muerto                                                      | Santa Cruz del Norte | Mayabeque       |
| Boca de Jaruco                                                        | Santa Cruz del Norte | Mayabeque       |
| Santa Cruz del Norte                                                  | (Santa Cruz del Norte) | Mayabeque       |
| El Fraile                                                             | Santa Cruz del Norte | Mayabeque       |
| Playa Jibacoa                                                         | Santa Cruz del Norte | Mayabeque       |
| Concuní                                                               | Santa Cruz del Norte | Mayabeque       |
| Puerto Libre (hacia Arcos de Canasí)                                  | Santa Cruz del Norte | Mayabeque       |
| Batey San Juan                                                        | Santa Cruz del Norte | Mayabeque       |
| Puerto Escondido                                                      | Santa Cruz del Norte | Mayabeque       |
| Bacunayagua                                                           | Santa Cruz del Norte | Mayabeque       |
| Rincón Moderno                                                        | Matanzas | Matanzas        |
| San Roque                                                             | Matanzas | Matanzas        |
| San Valentín                                                          | Matanzas | Matanzas        |
| Matanzas                                                              | (Matanzas) | Matanzas        |
| Canímar                                                               | Matanzas | Matanzas        |
| San Felipe                                                            | Matanzas | Matanzas        |
| El Mamey                                                              | Matanzas | Matanzas        |
| Carbonera                                                             | Matanzas | Matanzas        |
| Boca de Camarioca                                                     | Cárdenas | Matanzas        |
| Julián Alemán                                                         | Cárdenas | Matanzas        |
| Varadero                                                              | Cárdenas | Matanzas        |
| Santa Marta                                                           | Cárdenas | Matanzas        |
| Guásimas                                                              | Cárdenas | Matanzas        |
| Cárdenas                                                              | (Cárdenas) | Matanzas        |
| El Castillito                                                         | Cárdenas | Matanzas        |
| José Smith Comas                                                      | Cárdenas | Matanzas        |
| Mercedita                                                             | Cárdenas | Matanzas        |
| Máximo Gómez                                                          | Perico | Matanzas        |
| Ategorrieta                                                           | Martí | Matanzas        |
| Martí                                                                 | (Martí) | Matanzas        |
| Itabo                                                                 | Martí | Matanzas        |
| Zapato                                                                | Martí | Matanzas        |
| Hoyo Colorado                                                         | Martí | Matanzas        |
| Palma Sola                                                            | Corralillo | Villa Clara     |
| Corralillo                                                            | (Corralillo) | Villa Clara     |
| Sierra Morena                                                         | Corralillo | Villa Clara     |
| San Vicente                                                           | Corralillo | Villa Clara     |
| La Panchita (intercambio)                                             | Corralillo | Villa Clara     |
| Rancho Veloz                                                          | Corralillo | Villa Clara     |
| Quintín Banderas                                                      | Corralillo | Villa Clara     |
| José René Riquelme                                                    | Quemado de Güines | Villa Clara     |
| Quemado de Güines                                                     | (Quemado de Güines) | Villa Clara     |
| Caguaguas                                                             | Quemado de Güines | Villa Clara     |
| El Mogote (Mogotes de Jumagua)                                        | Sagua la Grande | Villa Clara     |
| Jumagua (Mogotes de Jumagua)                                          | Sagua la Grande | Villa Clara     |
| Sagua la Grande                                                       | (Sagua la Grande) | Villa Clara     |
| Sitiecito                                                             | Sagua la Grande | Villa Clara     |
| Viana                                                                 | Sagua la Grande | Villa Clara     |
| Calabazar de Sagua                                                    | Encrucijada | Villa Clara     |
| Encrucijada                                                           | (Encrucijada) | Villa Clara     |
| La Sierra                                                             | Encrucijada | Villa Clara     |
| Pavón                                                                 | Camajuaní | Villa Clara     |
| La Pedrera                                                            | Camajuaní | Villa Clara     |
| Entronque Aguada de Moya                                              | Camajuaní | Villa Clara     |
| Aguada de Moya                                                        | Camajuaní | Villa Clara     |
| Vueltas                                                               | Camajuaní | Villa Clara     |
| Vega de Palma                                                         | Camajuaní | Villa Clara     |
| Entronque de Vueltas (to Camajuaní)                                   | Camajuaní | Villa Clara     |
| Taguayabón                                                            | Camajuaní | Villa Clara     |
| Palenque                                                              | Camajuaní | Villa Clara     |
| Remedios                                                              | (Remedios) | Villa Clara     |
| Marcelo Salado                                                        | Caibarién | Villa Clara     |
| Caibarién                                                             | (Caibarién) | Villa Clara     |
| Cambaíto                                                              | Caibarién | Villa Clara     |
| Dolores                                                               | Caibarién | Villa Clara     |
| Seibabo                                                               | Yaguajay | Sancti Spíritus |
| Yaguajay                                                              | (Yaguajay) | Sancti Spíritus |
| Guayabera                                                             | Yaguajay | Sancti Spíritus |
| Mayajigua                                                             | Yaguajay | Sancti Spíritus |
| La Legua                                                              | Yaguajay | Sancti Spíritus |
| Mabuya                                                                | Chambas | Ciego de Ávila  |
| Piedra                                                                | Chambas | Ciego de Ávila  |
| Chambas                                                               | (Chambas) | Ciego de Ávila  |
| El Calvario                                                           | Chambas | Ciego de Ávila  |
| Falla                                                                 | Chambas | Ciego de Ávila  |
| Ranchuelo                                                             | Chambas | Ciego de Ávila  |
| Las Cejas (hacia Peonia)                                              | Ciro Redondo | Ciego de Ávila  |
| Morón                                                                 | (Morón) | Ciego de Ávila  |
| Cunagua                                                               | Bolivia | Ciego de Ávila  |
| La Veintiuno                                                          | Bolivia | Ciego de Ávila  |
| Bolivia                                                               | (Bolivia) | Ciego de Ávila  |
| Mamey (intercambio)                                                   | Bolivia | Ciego de Ávila  |
| Miraflores Nuevo (hacia Pedro Ballester)                              | Bolivia | Ciego de Ávila  |
| Tabor                                                                 | Esmeralda | Camagüey        |
| Nuñez                                                                 | Esmeralda | Camagüey        |
| Caonao                                                                | Esmeralda | Camagüey        |
| Esmeralda                                                             | (Esmeralda) | Camagüey        |
| Jiqui                                                                 | Esmeralda | Camagüey        |
| Brasil (intercambio)                                                  | Esmeralda | Camagüey        |
| Lombillo (intercambio)                                                | Esmeralda | Camagüey        |
| Cubitas                                                               | (Sierra de Cubitas) | Camagüey        |
| Sola                                                                  | Sierra de Cubitas | Camagüey        |
| Lugareño (intercambio)                                                | Minas | Camagüey        |
| Nuevitas (intercambio)                                                | (Nuevitas) | Camagüey        |
| San Miguel de Bagá                                                    | Nuevitas | Camagüey        |
| Camalote (intercambio)                                                | Nuevitas | Camagüey        |
| Manatí                                                                | (Manatí) | Las Tunas       |
| Dumañuecos (intercambio)                                              | Manatí | Las Tunas       |
| Marañón                                                               | Puerto Padre | Las Tunas       |
| Pozo Prieto (hacia Vázquez)                                           | Puerto Padre | Las Tunas       |
| Puerto Padre                                                          | (Puerto Padre) | Las Tunas       |
| Aguada del Negro                                                      | Puerto Padre | Las Tunas       |
| Delicias                                                              | Puerto Padre | Las Tunas       |
| Jesús Menéndez                                                        | (Jesús Menéndez) | Las Tunas       |
| El Canal                                                              | Jesús Menéndez | Las Tunas       |
| Lora                                                                  | Jesús Menéndez | Las Tunas       |
| La Yaya                                                               | Jesús Menéndez | Las Tunas       |
| Velasco                                                               | Gibara | Holguín         |
| Uñas                                                                  | Gibara | Holguín         |
| Aguas Claras                                                          | Holguín | Holguín         |
| Piedra Picada                                                         | Holguín | Holguín         |
| Holguín                                                               | (Holguín) | Holguín         |
| Los Haticos                                                           | Báguanos | Holguín         |
| Manguito                                                              | Báguanos | Holguín         |
| Báguanos (intercambio)                                                | (Báguanos) | Holguín         |
| La Esperanza                                                          | Báguanos | Holguín         |
| El Níspero (to San Germán)                                            | Báguanos | Holguín         |
| Barajagua (hacia Marcané en la carretera Palma Barajagua)             | Cueto | Holguín         |
| Cueto                                                                 | (Cueto) | Holguín         |
| Santa Isabel de Nipe                                                  | Mayarí | Holguín         |
| Guaro                                                                 | Mayarí | Holguín         |
| Juan Vicente                                                          | Mayarí | Holguín         |
| Mayarí                                                                | (Mayarí) | Holguín         |
| Cajimara                                                              | Mayarí | Holguín         |
| Santa Rita                                                            | Mayarí | Holguín         |
| Nicaro-Levisa                                                         | Mayarí | Holguín         |
| Cabonico                                                              | Mayarí | Holguín         |
| Téneme                                                                | Frank País | Holguín         |
| Playa Tanamo (hacia Barrederas)                                       | Frank País | Holguín         |
| Río Grande                                                            | Frank País | Holguín         |
| Cayo Mambí (intercambio)                                              | (Frank País) | Holguín         |
| Sagua de Tánamo                                                       | (Sagua de Tánamo) | Holguín         |
| La Cuchilla                                                           | Sagua de Tánamo | Holguín         |
| Los Indios                                                            | Sagua de Tánamo | Holguín         |
| Centeno                                                               | Moa | Holguín         |
| Moa                                                                   | (Moa) | Holguín         |
| Punta Gorda                                                           | Moa | Holguín         |
| Cañete                                                                | Moa | Holguín         |
| Yamanigüey                                                            | Moa | Holguín         |
| Jaragua                                                               | Baracoa | Guantánamo      |
| Santa María                                                           | Baracoa | Guantánamo      |
| Vega de Taco                                                          | Baracoa | Guantánamo      |
| Nibujón                                                               | Baracoa | Guantánamo      |
| Cayogüín                                                              | Baracoa | Guantánamo      |
| Paso de Toa                                                           | Baracoa | Guantánamo      |
| Mabujabo                                                              | Baracoa | Guantánamo      |
| Baracoa                                                               | (Baracoa) | Guantánamo      |